# Einar Førde

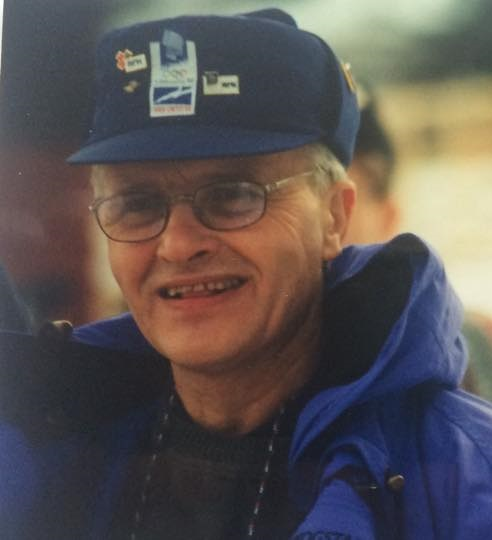
Einar Førde im Februar 1997

Einar Førde (* 20. Januar 1943 in Høyanger, Sogn og Fjordane; † 26. September 2004 in Oslo) war ein norwegischer Politiker der sozialdemokratischen Partei Arbeiderpartiet und Journalist. Førde war von Oktober 1979 bis Oktober 1981 Kirchen- und Unterrichtsminister und von 1969 bis 1989 Abgeordneter im Storting. Von 1989 bis 2001 war er der Intendant des Norwegischen Rundfunks (NRK).

## Leben
Førde wuchs im westnorwegischen Høyanger auf und zog als 15-Jähriger nach Südostnorwegen. Seine Schulzeit beendete er 1961 in Eidsvoll. Anschließend studierte er Staatswissenschaften im Hauptfach und Volkswirtschaftslehre im Nebenfach an der Universität Oslo. Zu Beginn der 1960er-Jahre war er auch als Mittelstreckenläufer aktiv und gewann die Silbermedaille bei den Norwegischen Meisterschaften auf der 1500-Meter-Distanz. Ab 1965 arbeitete er als Journalist bei der Auslandsredaktion des Arbeiderbladets. Im Herbst 1966 wurde er Vorsitzender der Studentenvereinigung der Arbeidernes Ungdomsfylking (AUF), der Ap-Parteijugend. Er gehörte dem linken Parteiflügel an und war Gegner der NATO. Im Jahr 1967 schloss er das Zwischenfach Geschichte ab.
Bei der Parlamentswahl 1969 zog er für den Wahlkreis Oslo erstmals in das norwegische Nationalparlament, das Storting, ein.  Dort wurde er Mitglied im Kirchen- und Unterrichtsausschuss. Er war von seiner Partei auf einem sicheren Listenplatz nominiert worden und mit 26 Jahren in der Legislaturperiode der jüngste Abgeordnete. Im Jahr 1970 stimmte er gegen Verhandlungen mit der Europäischen Gemeinschaft (EG) und damit gegen die Regierungslinie seiner Partei. Er wurde Mitglied in der Parteigruppierung AIK, die gegen den Beitritt zur EG eintrat. Nach der Volksabstimmung 1972, bei der sich die Bevölkerung gegen den Beitritt aussprach, wurde die Gruppierung aufgelöst. Im Anschluss an die Wahl 1973 wechselte er in den Finanzausschuss, wo er auch nach der Stortingswahl 1977 verblieb. Gemeinsam mit unter anderem Gro Harlem Brundtland und Gudmund Hernes entwickelte er ab 1978 das neue Grundsatzprogramm der Partei.
Am 8. Oktober 1979 wurde er im Rahmen einer größeren Kabinettsumbildung als Nachfolger von Kjølv Egeland zum Kirchen- und Unterrichtsminister in der Regierung Nordli ernannt. Den Ministerposten behielt er ab dem 4. Februar 1981 auch in der Regierung Brundtland I bei. Førdes Amtszeit endete mit dem Abtritt der Regierung von Gro Harlem Brundtland am 14. Oktober 1981. Im Jahr 1981 wurde er überraschend zum stellvertretenden Parteivorsitzenden gewählt, obwohl sich die Parteivorsitzende Brundtland für Gunnar Berge ausgesprochen hatte.
Bei der Parlamentswahl 1981 zog Førde anders als in den Vorjahren für den Wahlkreis Akershus ins Storting ein. Er wurde Mitglied im Außen- und Konstitutionsausschuss sowie im Fraktionsvorstand der Arbeiderpartiet-Fraktion. Für die Stortingswahl 1985 kandidierte er erneut in Oslo. Von Oktober 1985 bis Mai 1986 fungierte er als stellvertretender Vorsitzender des Energie- und Industrieausschusses und gehörte erneut dem Fraktionsvorstand an. Im Mai 1985 wurde Førde schließlich Fraktionsvorsitzender und erneut Mitglied im Außen- und Konstitutionsausschuss.
Førde schied im Herbst 1989 aus dem Storting aus, nachdem er 1988 zum neuen Chef des Norwegischen Rundfunks (NRK) ernannt worden war. Auch seine Zeit als stellvertretender Parteivorsitzender endete 1989. Die Position beim NRK hatte er von 1989 bis 2001 inne.
Førde starb im September 2004 im Alter von 61 Jahren in Folge einer Krebserkrankung.